# 二見貴知雄
二見 貴知雄（ふたみ きちお、1897年2月9日 - 1957年3月23日）は、日本の経営者、銀行家。京都府京都市出身。

## 経歴
1921年に東京帝国大学法科を卒業し、同年に日本銀行に入行。考査局長、統制局長、理事などを歴任し、1949年5月には副総裁に就任。1954年8月には東京銀行頭取に就任。
1957年3月23日狭心症のために死去。60歳没。